# Haidakhan Babadzsi

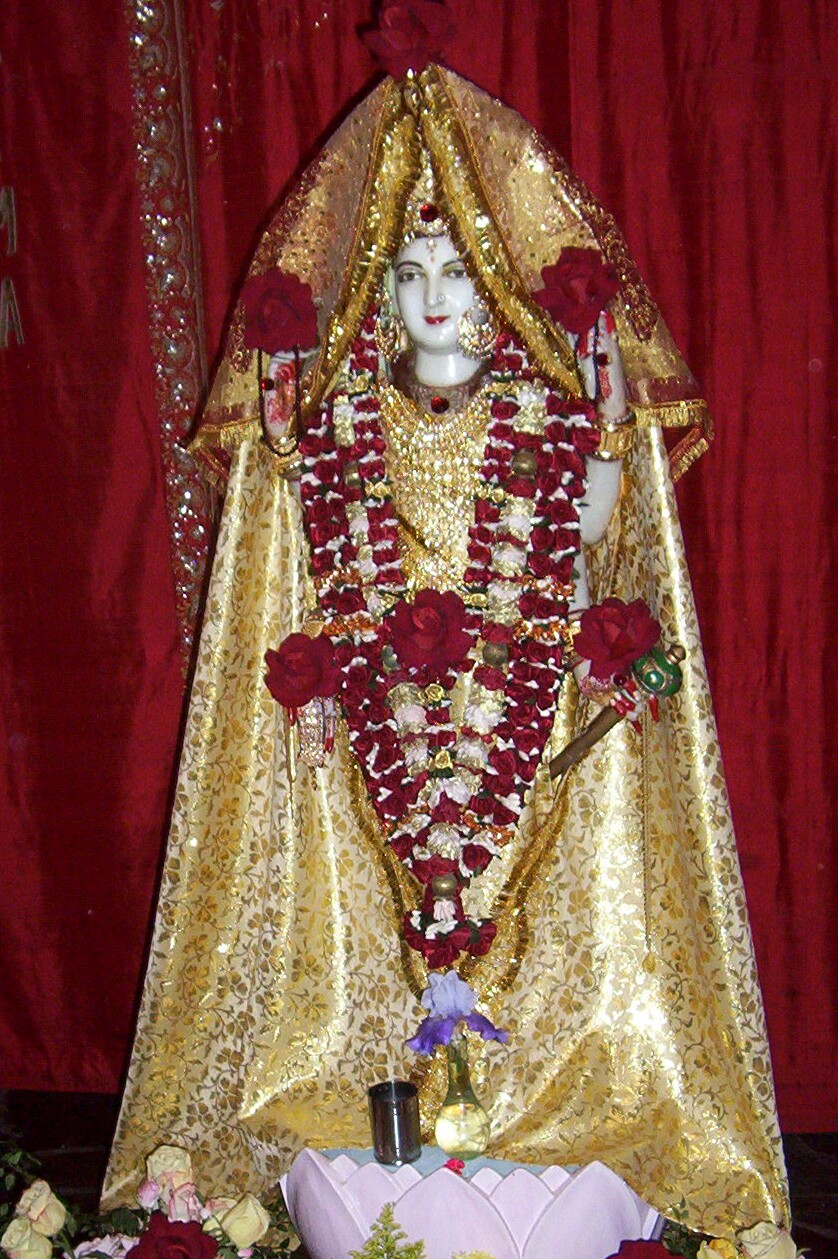

Haidakhan Babadzsi, nemes egyszerűséggel "Babadzsi" vagy Bhole Baba a tanítványainak és híveinek, egy nagy tanító volt, aki Haidakhan faluja mellett jelent meg Észak-Indiában, Uttarakhand államban, és nyilvánosan tanított 1970-től 1984-ig.

## Élete
Babadzsi Tanításai szerint Haidakhan Babadzsi 1970 júniusában jelent meg egy barlangban a Kumaon Kailash hegy lábánál, a Gautama Ganga folyó partján, egy Hairakhan nevű falu közelében (India, Uttarakhand, Nainital körzetében). Követői azt állítják, hogy Haidakhan Babadzsi egy Mahavatár - "Isten emberi megnyilvánulása, nem nőtől született."
Haidakhan Babadzsi a feljegyzések szerint 1970 késő szeptemberétől negyvenöt napot meditált egy kis templomban a kumaoni Kailash hegy tetején, "anélkül, hogy elhagyta volna a helyét". 1971 szeptemberében Haidakhan Babadzsi eskü alatt tett vallomással meggyőzte Haldwani bíróságát, hogy ő az "Idős Hairakhan Baba", aki közismerten aktívan tevékenykedett az 1860-1922 években, és hogy joga van használni az áshramokat Kathgáriában és Haidakhánban. 1971-ben Haidakhan Babadzsi utazni kezdett szerte Indiában, hirdetve az Üzenetét, szent szertartásokat végezve, mint yagna, egyre több hívőt vonzva. Ez tartalmazott hírességeket, mint Shammi Kapoor, és fokozatosan egyre több Nyugatit is.
Bár néhány követője úgy hitte, halhatatlan, Haidakhan Babadzsi 1984 február 14-én (Valentin napon) úgy tűnt, hogy szívelégtelenséggel elhagyta a testét. Haidakhan Áshramában temették el. Babadzsi így jövendölte meg és magyarázta el a halálát:
Az egész testem egy nap fel fog szívódni, szóval ne tegyél rá túl sok olajat.
Ez a test semmi; csak azért van itt, hogy az embereket szolgálja.
(...) Még az én testem is csak azért jött el, hogy végrehajtsa kötelességét, hogy szolgáljon minden embert és minden élő dolgot.

## Tanításai
Haidakhan Babadzsi azt állította, hogy: "Minden vallás az Igazság, Egyszerűség és Szeretet elvén alapul." Élő éveiben intenzíven tanította a fontosságát annak, hogy egy egyszerű életet éljünk, szeretetteli alapelvekkel, az igazságban.
Bár szerette a helyi szokásokat, Haidakhan Babadzsi elmagyarázta, hogy azért jött, hogy helyreállítsa a Szanátana Dharmát a Hindu Dharma (hinduizmus) helyett.
Szanátana Dharmát úgy lehet értelmezni, mint egy ősi vallást, ami a Teremtés kezdetén létrejött természeti törvényeket tükrözi. Ő tovább magyarázta: "Azért jöttem, hogy az emberiséget egy magasabb útra vezessem. Én nem tartozok semmilyen részleges valláshoz, de tisztelek minden vallást. A teljes emberiség felemelésére törekszem.
Haidakhan Babadzsi az összes vallás egységét is hangsúlyozta, a következő szavakkal kifejezve: "Minden városban mindig van egy központi hely; minden út a városból vagy a városon kívülről ahhoz a központi helyhez vezet. Hasonlóan, minden vallás egy helyre vezet, és az a pont Isten Maga; és ezért bármilyen vallást követve végül el fogod érni Istent." Ő azt mondta: "Mindannyian egyek vagyunk egymással és Istennel." Haidakhan Babadzsi azt mondta: "Harmóniát kell keresned mindenben, amit teszel. Én harmónia vagyok. Köszönöm a szeretetet." Haidakhan Babadzsi hirdette: "Az ember követhet bármilyen vallást, az ember követheti bármelyik gyakorlatot vagy utat, de emberségesnek kell lennie." Ő azt mondta: "A világ most zűrzavar állapotban van. Háromféle fájdalomtól szenved - fizikai, szellemi és lelki - és csak egy mód van ezekből meggyógyulni. Ki kell gyomlálnunk minden embertelenséget és kicserélni emberségre. (...) A következő nyilatkozatot is tette: "Az egyedüli igaz ember csak az, aki az 'emberségességet' gyakorolja."
Babadzsi beszélt a kemény munka fontosságáról és az ember feladatának megfelelő teljesítményéről, olyan gyakran, hogy a Karma Yógára a tanításainak központi elemeként kell tekinteni.
Babadzsi mindig azt mondta: "A munka Istentisztelet" és hogy a kemény munka a legjobb lelki gyakorlat. Egy másik alkalommal azt mondta: "Ha jótettek végzésével vagy elfoglalva, és folytatod a jó dolgok cselekvését, akkor jól fogsz aludni, jó étvágyad lesz és a rossz gondolatok nem fognak az eszedbe jutni. Máskülönben, mindig másokat fogsz kritizálni. Tétlenség közben az elméitek mindig mások kritizálásával lesz elfoglalva. Karma - tevékenység - az egyetlen dolog, ami ki tud vezetni minden gonoszt." Babadzsi szintén tanította, hogy a "tökéletesség a munkában" a Kriya Yóga igazi értelme. [19]
Haidakhan Babadzsi kérte a hívőit, hogy gyakorolják a dzsapát, Isten nevének ismétlését, miközben végzik a Karma Yógájukat.
Elmondta, hogy Isten neve a legerősebb hang a Teremtésben - "erősebb, mint ezer atom és hidrogén bomba." - és hogy ez az egyetlen igazi dolog. Haidakhan Babadzsi különösen az "Om namah śivāy" (ÓM Namah Shiváy) mantra használatát ajánlotta a védelmező tulajdonságai miatt, azonban azt is kijelentette, hogy az ember használhatja bármely nevét Istennek, "amit a vallása tanít." Haidakhan Babadzsi figyelmeztette hívőit a közelgő Hatalmas Forradalomról vagy Maha Kranti-ról. Úgy írta le a Maha Kranti-t, hogy "földrengések, áradások, balesetek, ütközetek és háborúk (...)." járnak majd vele. [24] Ezen közelgő csapások körülményében Ő bátorságot kért: "Menj tovább bátran és merészen. Dolgozz tovább, hogy javítsd az emberiséget és hozd létre az Igazság Útját. (...) Harcolj az igazságért! Ahhoz hogy szembenézz az élettel, nagy bátorságodnak kell lennie minden nap." Haidakhan Babadzsi sürgette hívőit, hogy "lelkesedjenek". Kijelentette: "Minden ebben a világban 'PHURO' - átmeneti. Nincsen valósága. Az Igazi Valóság az az igazság útján haladni, tartani a szent életű emberek társaságát, és szolgálatot teljesíteni az embereknek."
Babadzsi szólt a kevésbé szerencsés emberek nevében. Kijelentette: "meg kell nézned az országaitok azon területeit, ahol az emberek nyomorognak és tehetetlenek, majd tegyél meg mindent, amit tudsz, hogy felemeld az életszínvonalukat, tisztaságra tanítva őket és magas moralitásra. Szolgálni a szűkölködőket igazán és szívből az valódi szolgálat Istennek. (...)"

## Lelki technológia
Babadzsi jellemzően 3:00 óra körül indítja a napját, egy fürdővel, gyakran a hideg Gautama Gangá-ban, amit meditáció követ, vagy tűzszertartás.
5:00 óra körül csandan szertartással fogadja a hívőit (jelet tesz a homlokukra), majd reggeli Aarti (odaadó éneklés) következik 6:00 óra körül, aztán délig mindenki Karma Yógával foglalja el magát valamilyen formában.
Délben az egyetlen étkezés a nap folyamán, majd több Karma Yóga délután. Néha egy bonyolultabb szertartás, mint pl. Havan zajlik dél körül.
Délután Babadzsi alkalmanként fogadta a hívőket egyéni beszélgetésre, ami Darshan néven ismert. Aztán egy további fürdő, még az esti Aarti előtt. Az esti Aarti után Babadzsi rövid beszédeket tartott, amik föl lettek jegyezve a "Babadzsi Tanításai" c. könyvben.

## Identitása
Haidakhan Babadzsit gyakran kérdezték, ki ő. Ő az alábbi állításokat adta magáról:
Idős Hairakhan Baba - mint már említettük, Haidakhan Babadzsi azt állította, hogy ő azonos volt Hairakhan Babá-val (Hairakhan-ként is lehet betűzni), aki Hairakhan körül élt az 1860-1922 években.
Mahavatár Babadzsi - úgy tűnik, Haidakhan Babadzsi rámutatott vagy utalt párszor arra, hogy azonos volt Mahavatár Babadzsival, akiről Yogananda "Egy jógi önéletrajza" c. könyvben szerepel leírás. Ez az állítás nyilvánvalóan vitatott a Self-Realization Fellowship által, a közösség által, amit Paramahansa Yogananda alapított. A gyakorlatuk ezen utóbbiaknak eltérő. Haidakhan Babáé sokkal egyszerűbb és nem vont be semmilyen titkos szertartást.
Hírhozó - Haidakhan Babadzsi néha a "forradalom hírhozójának" nevezi magát. Gyakran sürgette követőit, hogy "terjesszék az Üzenetét."
Mahaprabhudzsi - egy alkalommal Babadzsi kijelentette: "Én vagyok Bhole Baba (az Egyszerű Atya). Senki és semmi vagyok. Én csak olyan vagyok, mint egy tükör, amiben láthatod magad. Olyan vagyok, mint a tűz. Ne maradj túl messze, mert nem kapod meg a meleget. De ne gyere túl közel, mert megégetheted magad. Tanuld meg a helyes távolságot. Az én nevem Maha Prabhudzsi (A Hatalmas Isten)." Vishnu Datta Shastridzsi a következőket mondta Mahaprabhudzsiról: "Itt ülve Haidakhánban, Mahaprabhudzsi irányítja a Teremtés minden egyes részecskéjét az Ő puszta kívánságának erejével, a puszta gondolatával. (...) Mahaprabhudzsi irányítja az elemeket, a lelki világot - az emberek világáról nem is beszélve. Ő a Teremtője, Fenntartója és Pusztítója a világnak. Egyetlen szál fű sem tud kinőni, csak ha Ő akarja. Ő egy emberi testbe inkarnálódott az emberiség javára. Az Ő egyetlen vágya - hogy lehetővé tegye az egész világnak, hogy felszabaduljon. Ő megtesz minden Tőle telhetőt, hogy elérje a világ felszabadulását."
A Guruja minden Gurunak - Gaura Dévi rögzítette Babadzsi mondását: "Én senki Guruja nem vagyok, én a guruk Guruja vagyok."
Én vagyok mindenhol- Haidakhan Babadzsi rögzítve lett, mikor mondta: "Én mindenhol vagyok - minden lélegzetedben. Eljöttem, hogy segítsek felismerni az egységet a megosztottságon túl. Fogok mutatni egy szabadságot, amit el sem képzeltél. Keresned kell azt az egységet, amelyből az a tudat fakad, hogy mindannyian egyek vagyunk. Keresd a harmóniát mindenben, amit csinálsz. Én vagyok a harmónia. Ha békében vagy, Én vagyok békében. Ha bajban vagy, Én vagyok bajban. Ha boldog vagy, Én vagyok boldog. Légy boldog. Legyen hited - minden a hittől függ."

## Külső hivatkozások
- Magyar weboldal (babaji.hu)
- Hivatalos weboldal